# Falling in Love Again
Pour plus de détails, voir Fiche technique et Distribution.
Falling in Love Again est un film américain réalisé par Steven Paul (en) en 1980.

## Synopsis
Harry (Elliott Gould) et Sue (Susannah York) Lewis se sont rencontrés dans les années 1940 alors qu'ils étaient adolescents dans le Bronx. Il commençait des études d'architecte, elle était la plus jolie fille (Michelle Pfeiffer) du lycée, et tous deux raffolaient des muffins. Tombés amoureux, s'étant mariés, ils ont émigré sur Los Angeles, ils ont eu deux enfants. Mais aujourd'hui, Harry n'est pas devenu architecte et Sue et lui ne sont pas heureux. Harry a la nostalgie du passé, aussi quand il reçoit une invitation d'anciens du lycée, Sue et lui avec leurs enfants traversent les États-Unis (en voiture) pour retrouver le Bronx qu'ils ont quitté ? La fraîcheur de leur amour ? Est-ce trop tard ?

## Commentaire
Un des premiers rôles de Michelle Pfeiffer.

## Fiche technique
- Réalisation : Steven Paul (en)
- Scénario : Ted Allan, Hank Paul, Steven Paul, Susannah York
- Production : Dorothy Koster Paul, Dan Murphy, Hank Paul, Steven Paul, Patrick M. Wright pour O.T.A. Productions
- Musique : Lew Brown - Charles Tobias - Sam H. Stept (en) (chanson "Don't Sit Under the Apple Tree"), Saul Chaplin & Al Jolson ("Anniversary Song"), George M. Cohan ("Over There"), Michel Legrand ("You Had To Be There", "The First Time", "Yesterday's Dreams" & "Being Good For My Baby"), Sholom Secunda ("Bei mir Bist du Schön"), Albert von Tilzer (en) ("I'll Be With You In Apple Blossom Time")
- Photographie : Dick Bush, Michael Mileham, Wolfgang Suschitzky
- Durée: 103 min
- Couleur: Color
- Son: Mono

## Distribution
- Elliott Gould : Harry Lewis
- Susannah York : Sue Lewis
- Stuart Paul : Harry Lewis jeune (surnommé Pompadour)
- Michelle Pfeiffer : Sue Wellington (Sue jeune)
- Kaye Ballard (en) : Mme Lewis (mère de Harry)
- Robert Hackman : M. Lewis (père de Harry)
- Herbert Rudley : M. Wellington (père de Sue)
- Marian McCargo : Mme Wellington (mère de Sue)
- Twink Caplan : Melinda
- John Diehl : ami de Pompadour
- Todd Hepler : Alan Childs
- Iren Koster : joueur de piano
- Tony O'Dell (en) : Bobby Lewis (fils de Sue et Harry)
- Bonnie Paul : Hilary Lewis (fille de Sue et Harry)
- Steven Paul : Stan
- Alan Solomon : Max le cerveau
- Cathy Tolbert : Cheryl Herman
- John William Young : Meatloaf
- Twink Caplan : Malinda
- David Caruso : jeune du voisinage

## Récompenses
- nommé aux Golden Globes pour La meilleure chanson originale de musique de film, en faveur de Michel Legrand & Carol Connors pour la chanson "Yesterday's Dreams".